# Frank Lucas
Frank Lucas (ur. 9 września 1930 w La Grange, zm. 30 maja 2019 w New Jersey) – amerykański gangster, handlarz narkotyków w późnych latach 60. i wczesnych latach 70.

## Życiorys
Od młodych lat miał uprzedzenia do policji z powodu brutalnego morderstwa jego kuzyna. Na początku lat 40. przyjechał do Nowego Jorku, gdzie rozpoczął karierę gangstera pod okiem Bumpy Johnsona, wówczas pracującej dla Włochów legendy Harlemu (nakręcono o nim film Gangster). Frank był jego kierowcą, cynglem, ściągaczem długów i pilnym uczniem.

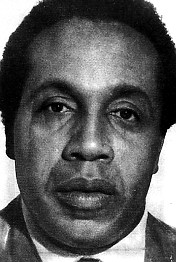
Frank Lucas (zdjęcie policyjne, 1975)

W 1968 roku Bumpy zmarł na zawał, a Frank starał się przejąć jego imperium. W tym celu wybrał się do bazy wojskowej w Tajlandii, gdzie dzięki pomocy kuzyna, służącego tam w czasie wojny wietnamskiej, udało mu się załatwić regularne dostawy heroiny, którą transportowano do Ameryki w wojskowych samolotach. Ten ruch znacznie umocnił jego pozycję w półświatku, a po wyeliminowaniu konkurencji jedyną osobą mogącą się równać z Lucasem był Nicky Barnes, diler, który zbudował świetnie zorganizowaną siatkę dystrybucji heroiny. Przewagę Lucasowi dawał jednak fakt, że jego narkotyku było więcej za taką samą cenę, do tego był czysty. Przyciągnęło to uwagę policji, a zakończone sukcesem śledztwo w tej sprawie prowadził detektyw Richie Roberts. W 1976 roku Lucas został skazany na 70 lat więzienia. Kilka lat później został zwolniony dzięki współpracy z FBI, ale ponownie go aresztowano. Ostatecznie spędził w więzieniu 15 lat. Po wyjściu na wolność w 1991 roku został celebrytą, spotykał się z osobami takimi jak raper Snoop Dogg czy eks-diler cracku „Freeway” Rick Ross. W ostatnich latach życia poruszał się na wózku inwalidzkim z powodu wypadku samochodowego, podczas którego złamał obie nogi.

## Życie prywatne
Poślubił Juliannę Farrait, miss Portoryko. Farrait została skazana za rolę w przestępczym przedsięwzięciu męża na pięć lat za kratkami. Po tym, jak Julianna wyszła z więzienia, żyli oddzielnie przez kilka lat, a Farrait wróciła do Portoryko. Jednak w 2006 roku wrócili do siebie. Byli małżeństwem przez ponad 40 lat. Lucas spłodził siedmioro dzieci, w tym córkę Francine Lucas-Sinclair i syna Franka Lucasa Jr.

## W kulturze
- W 2007 roku do kin trafił, oparty na życiorysie Lucasa, film w reżyserii Ridleya Scotta, Amerykański gangster. W rolę Franka Lucasa wcielił się Denzel Washington.